# Mr. Lordi
Tomi Petteri Putaansuu (født 15. februar 1974 i Rovaniemi, Finland), kendt som Mr. Lordi, er en finsk 
musiker, sangskriver, forretningsmand, kunstmaler og tegneserietegner. Han er bedst kendt som vokalist i hard-rock/heavy metal-bandet, Lordi, der vandt Melodigrandprix for Finland for første gang i 2006. Han studerede film i Torni, mens de skabte bandets første musikvideo.

## Før Lordi
Tomi Pataansu blev meget interesseret i hård rock, da han var lille dreng, hvor han blev stor fan af bandet KISS. Patuunsuu fik også stor interesse indenfor effekter og monstrer fra horrorfilm. Før Lordi spillede han i mange bands med vennerne, hvor han designede dragter, masker, logoer og skrev sange til bandet. Han lavede også sine egne horrorfilm med sine venner.

## Lordi
Pataansu ønskede, at Lordi skulle bære masker. Bandet er inspireret af Alice Cooper, Kiss og Twisted Sister.
Mr. Lordi har også været tekstforfatter på filmen Dark Floors fra 2008, og i 2021 var han instruktør og writer på Lordis musikvideo LORDI:Borderline.

## Musiksmag
- Kiss
- Twisted Sister
- Alice Cooper
- Mötley Crüe